# بيل مونتروز
بيل مونتروز (بالإنجليزية: Belle Montrose)‏ هي ممثلة أمريكية، ولدت في 23 أبريل 1886 في الولايات المتحدة، وتوفيت في 26 أكتوبر 1964 بهوليوود في الولايات المتحدة.

## وصلات خارجية
- بيل مونتروز على موقع IMDb (الإنجليزية)
- بيل مونتروز على موقع قاعدة بيانات الفيلم (الإنجليزية)